# Marcel Balkestein
Marcel Balkestein (ur. 29 stycznia 1981 w Geldrop) – holenderski hokeista na trawie, grający jako obrońca. W 2014 roku po Mistrzostwach Świata postanowił zakończyć karierę reprezentacyjną. Od 2016 roku występuje w niemieckiej drużynie Crefelder HTC.
Jego żoną jest holenderska siatkarka Maret Grothues.

## Sukcesy klubowe
Mistrzostwo Holandii:
- 2005, 2014, 2015, 2016

Euro Hockey League:
- 2015[3]

## Sukcesy reprezentacyjne
Mistrzostwa Europy:
- 2009, 2013

Mistrzostwa Świata:
- 2014
- 2010

Igrzyska Olimpijskie:
- 2012